# Roger Ibáñez da Silva
Roger Ibáñez da Silva (Canela, Brasil, 23 de noviembre de 1998) es un futbolista brasileño que juega en la posición de defensa en el Al-Ahli Saudi F. C. de la Liga Profesional Saudí.

## Trayectoria

### Inicios
Nacido en Canela, Río Grande del Sur, comenzó su carrera en 2016, a los 18 años, en el Grêmio Atlético Osoriense. Jugando como mediocampista, se unió a PRS Futebol Clube más tarde ese año, e hizo su debut como sénior durante la Copa Serrana 2016, que fue la primera competencia profesional del club y del jugador.
El 5 de diciembre de 2016, Ibáñez firmó con el Sergipe en préstamo para la temporada. El siguiente 4 de marzo, sin embargo, después de presentarse raramente, fue retirado del mercado. Al regresar, se convirtió en un titular regular durante la campaña del Campeonato Gaúcho del PRS.

### Fluminense Football Club
A mediados de 2017, Ibáñez se unió al Fluminense y fue inicialmente asignado al equipo sub-20. Promocionado al primer equipo para la temporada 2018 por el técnico Abel Braga, hizo con «O Fluzão» el 20 de enero de 2018, comenzando en un empate 0-0 en el Campeonato Carioca en casa contra el Botafogo.
El 28 de febrero de 2018, Ibáñez tenía sus derechos federativos adquiridos por el club, y firmó un nuevo contrato de cinco años con el club. Hizo su debut en la Série A el 15 de abril, comenzando en una derrota por 2-1 ante el Corinthians, y terminó la campaña con 14 apariciones en la liga.

### Italia
El 29 de enero de 2019 firmó con el club italiano Atalanta.
El 27 de enero de 2020 el Atalanta lo cedió por una temporada y media a la Associazione Sportiva Roma. Después de la cesión permaneció en el club, con el que ganó la Liga Europa Conferencia de la UEFA, y consiguió nueve goles en los 149 partidos que disputó.

### Arabia Saudita
El 10 de agosto de 2023 fue traspasado al Al-Ahli Saudi F. C.

## Selección nacional
Fue internacional con la selección sub-23 de Brasil, debutando el 10 de septiembre de 2019 en el partido ante la selección sub-23 de Chile con un resultado de 3-1 a favor de los brasileños.
El 27 de septiembre de 2022 hizo su estreno con la selección absoluta en un amistoso ante Túnez en París que ganaron por 5-1.

## Estadísticas

### Clubes
Actualizado al último partido disputado el 26 de mayo de 2024.
| Fluminense F. C. · Brasil | 1.ª           | 2018          | 14  | 0  | 0 | 16 | 1 | 0 | 7  | 0 | 0 | 37  | 1  | 0 |
| Fluminense F. C. · Brasil | 1.ª           | 2019          | —   | —  | — | 2  | 1 | 0 | —  | — | — | 2   | 1  | 0 |
| Fluminense F. C. · Brasil | Total club    | Total club    | 14  | 0  | 0 | 18 | 2 | 0 | 7  | 0 | 0 | 39  | 2  | 0 |
| Atalanta B. C. · Italia | 1.ª           | 2018-19       | 1   | 0  | 0 | —  | — | — | —  | — | — | 1   | 0  | 0 |
| Atalanta B. C. · Italia | 1.ª           | 2019-20       | —   | —  | — | —  | — | — | 1  | 0 | 0 | 1   | 0  | 0 |
| Atalanta B. C. · Italia | Total club    | Total club    | 1   | 0  | 0 | 0  | 0 | 0 | 1  | 0 | 0 | 2   | 0  | 0 |
| A. S. Roma · Italia | 1.ª           | 2019-20       | 9   | 0  | 0 | —  | — | — | 1  | 0 | 0 | 10  | 0  | 0 |
| A. S. Roma · Italia | 1.ª           | 2020-21       | 30  | 0  | 2 | 1  | 0 | 0 | 9  | 2 | 0 | 40  | 2  | 2 |
| A. S. Roma · Italia | 1.ª           | 2021-22       | 34  | 3  | 0 | 2  | 0 | 0 | 16 | 1 | 0 | 51  | 4  | 0 |
| A. S. Roma · Italia | 1.ª           | 2022-23       | 32  | 3  | 0 | 2  | 0 | 0 | 13 | 0 | 0 | 47  | 3  | 0 |
| A. S. Roma · Italia | Total club    | Total club    | 106 | 6  | 2 | 5  | 0 | 0 | 38 | 3 | 0 | 149 | 9  | 2 |
| Al-Ahli Saudi F.C. Arabia Saudita | 1.ª           | 2023-24       | 30  | 3  | 1 | 2  | 0 | 0 | —  | — | — | 32  | 3  | 1 |
| Al-Ahli Saudi F.C. Arabia Saudita | 1.ª           | 2024-25       | 31  | 5  | 1 | 2  | 0 | 0 | 13 | 2 | 3 | 46  | 7  | 4 |
| Al-Ahli Saudi F.C. Arabia Saudita | Total club    | Total club    | 61  | 8  | 2 | 4  | 0 | 0 | 13 | 2 | 3 | 78  | 10 | 5 |
| Total carrera | Total carrera | Total carrera | 182 | 14 | 4 | 27 | 2 | 0 | 59 | 5 | 3 | 268 | 21 | 7 |
| (1) Incluye datos de la Copa de Brasil, Copa Italia y del Campeonato Carioca. (2) Incluye datos de la Copa Sudamericana, la Liga de Campeones de la UEFA, Liga Europa de la UEFA, Liga Europa Conferencia de la UEFA y Liga de Campeones de Élite de la AFC. |               |               |     |    |   |    |   |   |    |   |   |     |    |   |

## Palmarés

### Títulos internacionales
| Título                             | Club                | País           | Año     |
| ---------------------------------- | ------------------- | -------------- | ------- |
| Liga Europa Conferencia de la UEFA | A. S. Roma          | Albania        | 2021-22 |
| Liga de Campeones Élite de la AFC  | Al-Ahli Saudi F. C. | Arabia Saudita | 2024-25 |

## Vida privada
Es hijo de padre brasileño y madre uruguaya.